# Гранулярная клетка

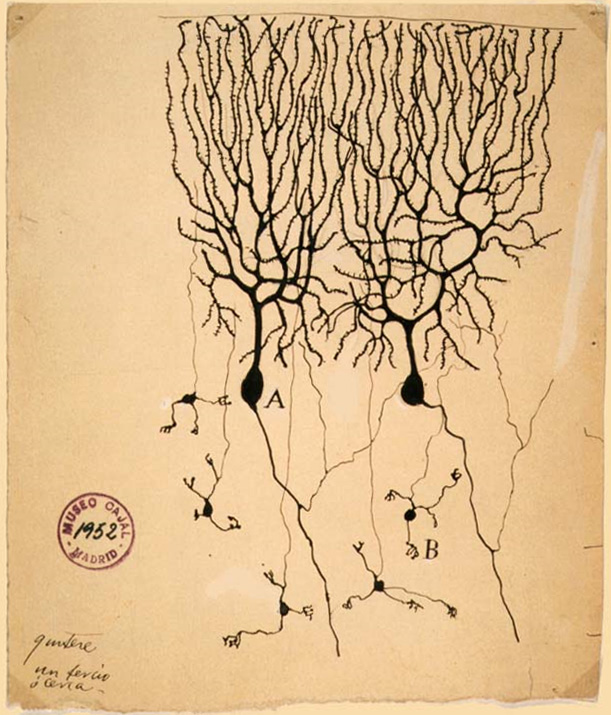
Клетки Пуркинье (А) и гранулярные клетки (B) в срезе мозгового вещества голубя. Рисунок Сантьяго Рамон-и-Кахаля

Гранулярные клетки — несколько разновидностей мелких нейронов мозга. Название «гранулярная клетка» («зернистая клетка», «клетка-зерно») используется анатомами для нескольких разных типов нейронов, единственной общей особенностью которых является крайне малый размер тел этих клеток.
Гранулярные клетки встречаются в гранулярном (зернистом) слое мозжечка, в зубчатой извилине гиппокампа, в поверхностном слое дорзального кохлеарного ядра, в обонятельной луковице и в четвертом слое коры головного мозга.
Мозжечковые гранулярные клетки составляют большинство нейронов в мозге человека. Они возбуждаются от моховидных (мшистых) волокон мозжечка, берущих начало от ядер Варолиева моста. От мозжечковых гранулярных клеток отходят параллельные волокна, идущие через слой Пуркинье в молекулярный слой, где они разветвляются и распространяются сквозь дерево дендритов клеток Пуркинье. Параллельные волокна (аксоны клеток-зерен) образуют тысячи возбуждающих синапсов на медиальных и дистальных дендритах клеток Пуркинье. В этих синапсах в качестве нейромедиатора используется глутамат.
Гранулярные клетки четвертого слоя коры головного мозга получают входной сигнал от таламуса и передают его во внешние гранулярные слои 2-3, а также во внутренние гранулярные слои коры головного мозга.

## Структура
Гранулярные клетки в разных областях головного мозга различаются как функционально, так и анатомически — единственным их сходством является малый размер. К примеру, гранулярные клетки обонятельной луковицы являются ГАМК-ергическими и не имеют аксонов, в то время как гранулярные клетки в зубчатой извилине гиппокампа имеют проекционные аксоны, использующие глутамат. Эти две популяции гранулярных клеток являются также единственными крупными популяциями нейронов, которым свойственен взрослый нейрогенез, в отличие от мозжечковых и корковых гранулярных клеток. Гранулярные клетки (за исключением тех, которые находятся в обонятельной луковице) имеют типичную для нейрона структуру и состоят из дендрита, тела нейрона и аксона.
Дендриты: Каждая гранулярная клетка имеет 3—4 коротких дендрита. Каждый дендрит имеет размер примерно 15 микрон в длину.
Тело нейрона: Диаметр всех тел гранулярных клеток составляет примерно 10 микрон.
Наличие щелевых контактов между гранулярными клетками позволяет соединять несколько нейронов между собой, что, в свою очередь, позволяет нескольким клеткам работать синхронно.

### Мозжечковые гранулярные клетки
Гранулярные клетки, произведенные ромбической губой, находятся в гранулярном слое коры мозжечка. Эти клетки мелки и многочисленны. Для них характерны очень маленькое тело нейрона и несколько коротких дендритов, заканчивающихся когтевидными выступами. Под трансмиссионным электронным микроскопом эти клетки выделяются темно окрашенным ядром, окруженным тонкой каймой цитоплазмы. Аксоны мозжечковых гранулярных клеток поднимаются в молекулярный слой, где они разделяются, образуя параллельные волокна.

### Зубчатые гранулярные клетки
Гранулярные клетки являются основным типом клеток зубчатой извилины. Зубчатые гранулярные клетки имеют тело эллиптической формы примерно 10 микрон в ширину и 18 микрон в высоту.
Гранулярные клетки имеют характерное конусообразное дендритное дерево из остроконечных апикальных дендритов. Ветви дендритов проходят сквозь весь молекулярный слой: самые дальние концы дендритного дерева заканчиваются прямо у борозды гиппокампа или у поверхности желудочка. Зубчатые гранулярные клетки плотно уложены в гранулярном слое зубчатой извилины.

### Гранулярые клетки дорзальных кохлеарных ядер
Гранулярные клетки в дорзальных кохлеарных ядрах — маленькие нейроны с двумя-тремя короткими дендритами, дающими начало нескольким ветвям, расширяющимся к концу. Дендриты этих гранулярных клеток короткие с когтевидными окончаниями, образующими «клубочки», к которым подходят моховидные (мшистые) волокна, по аналогии с мозжечковыми гранулярными клетками. Их аксоны тянутся к молекулярному слою дорзальных кохлеарных ядер, где они образуют параллельные волокна, также по аналогии с мозжечковыми гранулярными клетками. Гранулярные клетки дорзальных кохлеарных ядер являются небольшими возбуждающими интернейронами, которые онтогенетически связаны с мозжечковыми гранулярными клетками и похожи на них.

### Гранулярные клетки обонятельной луковицы
У гранулярных клеток обонятельной луковицы позвоночных нет аксонов. Каждая клетка дает начало коротким центральным дендритам и одному длинному вершинному дендриту, который проходит через гранулярный слой и проникает в митральный слой клеточных тел. Ветви дендрита заканчиваются во внутреннем плексиформном слое среди дендритов обонятельного тракта.

## Функционирование

### Нейронная сеть коры мозжечка
Гранулярные клетки мозжечка получают возбуждающие сигналы от 3-4 моховидных (мшистых) волокон, берущих начало от ядер Варолиева моста. Моховидные волокна связаны возбуждающим синапсом с гранулярными клетками, через который на гранулярных клетках вызывается потенциал действия.
Аксоны мозжечковых гранулярных клеток разделяются, образуя параллельные волокна, которые иннервируют клетки Пуркинье. Подавляющее большинство аксональных синапсов гранулярных клеток находятся на параллельных волокнах.
Параллельные волокна проходят через слой Пуркинье в молекулярный слой, где они разветвляются и распространяются сквозь деревья дендритов клеток Пуркинье. Эти параллельные волокна и дендриты клеток Пуркинье образуют тысячи возбуждающих синапсов между гранулярными клетками и клетками Пуркинье. В этих синапсах клетка-мишень возбуждается при выбросе глутамата.
Параллельные волокна и синапсы восходящих аксонов той же гранулярной клетки возбуждаются синхронно, что приводит к возникновению возбуждающих сигналов. В коре мозжечка есть множество разнообразных тормозных нейронов (интернейронов). Единственными возбуждающими нейронами в коре мозжечка являются гранулярные клетки.
Считается, что пластичность синапсов между параллельными волокнами и клетками Пуркинье важна для моторного обучения. Функционирование схем мозжечка полностью зависит от процессов, проходящих в гранулярном слое. Вследствие этого функционирование гранулярных клеток определяет все функционирование мозжечка в целом.

### Связь мозжечковых гранулярных клеток с моховидными волокнами
Дендриты гранулярных клеток также связаны синапсами с характерными немиелинизированными аксонами, которые Сантьяго Рамон-и-Кахаль назвал моховидными (мшистыми) волокнами. Моховидные волокна и клетки Гольджи образуют синаптические соединения с гранулярными клетками. Все вместе эти клетки формируют так называемые клубочки.
Значения входных сигналов от мшистых волокон сохраняются при синаптической передаче между гранулярными клетками, что подразумевает иннервацию гранулярных клеток, специфичную для полученного входного сигнала от мшистых волокон. Гранулярные клетки не просто передают сигналы от моховидных волокон, они также выполняют различные сложные преобразования.
Различие моховидных волокон, передающих сигнал гранулярным клеткам, напрямую влияет на тип информации, транслируемой гранулярными клетками клеткам Пуркинье. Надежность этой трансляции будет зависеть от надежности синаптической активности гранулярных клеток и характера получаемого импульса. Сигнал, получаемый гранулярной клеткой от моховидного волокна, зависит от функции самого моховидного волокна. Поэтому гранулярные клетки способны объединять информацию от разных моховидных волокон и создавать новые схемы активности.

### Связь мозжечковых гранулярных клеток с лазящими волокнами
Различные модели входных сигналов от мшистых волокон производят уникальные модели активности в гранулярных клетках, которые могут быть изменены обучающим сигналом, переданным от лазящих волокон. Дэвид Марр и Джеймс Альбус предположили, что мозжечок работает как адаптивный фильтр, изменяя моторное поведение, основанное на характере сенсорного входного сигнала.
При синаптическом взаимодействии многочисленных (~200 000) гранулярных клеток с одной клеткой Пуркинье действие каждого параллельного волокна может быть изменено в соответствии с «обучающим» сигналом от лазящих волокон.

### Особые функции разных гранулярных клеток

#### Мозжечковые гранулярные клетки
Дэвид Марр предположил, что гранулярные клетки кодируют комбинации сигналов от моховидных волокон. Для того, чтобы гранулярная клетка отреагировала, она должна получить сигналы от множества моховидных волокон. Совокупность многочисленных входных сигналов позволяет мозжечку более точно различать разные схемы входных сигналов, чем позволило бы одно моховидное волокно.

#### Зубчатые гранулярные клетки
Уменьшение количества нейронов зубчатой извилины гиппокампа приводит к ухудшению пространственной памяти. По этой причине предполагается, что гранулярные клетки зубчатой извилины участвуют в формировании пространственной памяти. Незрелые и зрелые зубчатые гранулярные клетки имеют отдельные функции в работе памяти. Новые «взрослые» гранулярные клетки предположительно задействованы в разделении (различении) моделей, а старые, зрелые гранулярные клетки способствуют быстрому их выполнению.

#### Гранулярные клетки дорзальных кохлеарных ядер
Пирамидальные клетки первичной слуховой коры проецируются непосредственно на кохлеарные ядра. Это важно в образовании акустического стартл-рефлекса, при котором пирамидальные клетки модулируют вторичный ориентировочный рефлекс. Гранулярные клетки дорзальных кохлеарных ядер играют роль в восприятии и реагировании на звуки.

#### Гранулярные клетки обонятельной луковицы
Торможение, создаваемое гранулярными клетками, которые являются наиболее распространенным типом ГАМК-ергических клеток, играет важную роль в формировании сигналов от обонятельной луковицы. Есть два типа возбуждающих сигналов, получаемых ГАМК-ергическими гранулярными клетками: те, которые активируются AMPA-рецепторами, и те, которые активируются NMDA-рецепторами. Это позволяет гранулярным клеткам регулировать обработку сенсорной информации в обонятельной луковице. Также было обнаружено, что гранулярные клетки обонятельной луковицы важны при формировании воспоминаний, связанных с запахами.

## Роль в заболеваниях

### Измененная морфология зубчатых гранулярных клеток
TrtB (тирозинкиназный рецептор В) ответственен за поддержание нормальных синаптических взаимодействий гранулярных клеток. TrtB также регулирует особую морфологию гранулярных клеток и, таким образом, считается важным для регуляции нейронного развития, нейронной пластичности, обучения и развития эпилепсии. Регуляция гранулярных клеток TrtB является важным фактором предотвращения ухудшения памяти и лимбической эпилепсии. Это связано с тем, что зубчатые гранулярные клетки играют важную роль в деятельности схем энторинальной коры гиппокампа в норме и патологии. Зубчатые гранулярные клетки регулируют поступление информации в гиппокамп, структуру, необходимую для нормального обучения и памяти.

### Пониженный нейрогенез гранулярных клеток
Как эпилепсия, так и депрессия проявляются в нарушении производства новых «взрослых» гранулярных клеток гиппокампа. Эпилепсия связана с повышенным производством — но аберрантной интеграцией — новых клеток на ранней стадии болезни и с пониженным производством на поздних стадиях. Аберрантная интеграция новых «взрослых» клеток во время развития эпилепсии может нарушить способность зубчатой извилины предотвращать избыточное возбуждение пирамидальных клеток гиппокампа, тем самым способствуя возникновению припадков. Продолжительный эпилептический припадок стимулирует нейрогенез зубчатых гранулярных клеток. Эти заново рожденные зубчатые гранулярные клетки могут привести к аберрантным связям, связанным с эпилептогенезом

### Укороченные дендриты гранулярных клеток
Пациенты, страдающие болезнью Альцгеймера, имеют укороченные дендриты гранулярных клеток. Более того, их дендриты меньше ветвятся и имеют меньше шипиков, чем у пациентов, не страдающих от этой болезни. Специфические нейрофибриллярные изменения зубчатых гранулярных клеток происходят у пациентов, больных Альцгеймером, прогрессивным супрануклеарным парезом глаз и различными болезнями, связанными с наличием телец Леви.